# Elies II de Jerusalem
Elies II de Jerusalem (Ἠλίας) fou patriarca de Jerusalem del 760 o una mica abans fins al 797 excepte per un interval en què fou expulsat del càrrec pel patriarca intrús Teodor de Jerusalem. Va estar representat al segon concili ecumènic de Nicea el 787 pel seu prevere Joan, i per Tomàs, superior del convent de Sant Arseni prop de Babilònia d'Egipte, que també representaven als patriarques d'Alexandria i d'Antioquia.